# Kurnool
Kurnool fou un principat de l'Índia a la presidència de Madras, format per part del districte de Kurnool a Andhra Pradesh. Estava format per les talukes de Ramallakota, Nandikotkur, Nandyal i Sirvel. Kurnool i Nandyal eren les principals ciutats, i la primera la capital, amb una fortalesa.

## Història
El 1687 Aurangzeb va dominar el sultanat de Golconda i, per tant, el territori de Kurnool. La ciutat de Kurnool fou ocupada per Ghiyath al-Din, un dels seus generals i poc després fou donat en jagir a Kizir (Khidr) Khan, un general paixtu que havia fet importants serveis, que un temps després fou assassinat pel seu fill Daud Khan. A la seva mort dos germans, Ibrahim Khan i Alif Khan van governar conjuntament durant sis anys i després va pujar al tron Ibrahim Khan, fill d'Alif Khan que va reforçar el fort. A Ibrahim Khan II el va succeir el seu fill, i a aquest al seu torn el va succeir el seu fill Himayat o Himmat Khan Bahadur el 1733. El 1741 el territori fou envaït pels marathes. Himmat va acompanyar a Muhammad Nasir Jang Mir Ahmad d'Hyderabad (1748-1750) en la seva expedició al Carnàtic junt amb els nawabs de Cuddapah i de Savanur; Nazir Jang fou traïdorament assassinat pel nawab de Cuddapah i Muhyi al-Din Muzaffar Jang, nebot de Nazir, fou nomenat subadar de Dècan (nizam d'Hyderabad), però el nou subadar no va satisfer les expectatives dels nawabs paixtus que esperaven una extensió dels seus territoris i fou assassinat a Rachoti, a Cuppadah, per Himmat Khan; no obstant aquest fou derrotat pels enfurismats soldats de l'assassinat. Asaj al-Dawla Mir Ali Salabat Jang un altre nebot, fou nomenat subadar (nizam) i quan retornava amb el general Bussy va assaltar Kurnol (març de 1751 o 1752). El 1752 Salabat va restituir el feu, a canvi de diners, a Munawar Khan, germà d'Himmat Khan, que així va recuperar el títol. El 1755 el nawab fou atacat per Haidar Ali (després sobirà de Mysore) i va haver de pagar de tribut. Derrotat finalment Tipu Sultan, el fill d'Haidar, el 1799 a Seringapatam, el territori fou cedit al nizam d'Hyderabad.
Aquest el va cedir al cap d'un any (1800) junt amb els districtes de Bellary i Cuddapah, als britànics en pagament de la força subsidiària britànica estacionada al seu territori encarregada de la seva defensa. Tot i aquestos canvis el nawab de Kurnool va conservar el jagir subjecte a tribut de 100.000 rupies. Era llavors nawab Alif Khan II que en endavant va pagar el tribut als britànics (el tribut fou reduït); va morir el 1815 i el va succeir el seu fill petit Muzaffar Jang, que va usurpar el tron en perjudici del fill gran Munawar Khan II. Aquest va demanar ajut als britànics i forces d'aquestos foren enviades a Kurnool dirigides pel coronel Mariott. Muzaffar va fugir i Munawar posat al tron. El 1816 el país fou saquejat pels pindaris. Munawar Khan va morir el 1823 sense hereus i el tron havia de passar al seu germà Muzaffar; estava retornant a Kurnool quen per una baralla domestica va matar a la seva dona i fou empresonat per aquest crim, morint a la presó de Bellary el 1829. La corona va passar a un tercer germà, Ghulani Rasul Khan, el darrer dels nawabs; el 1833 fou descobert preparant un complot i acumulant armes a la fortalesa; el nawab va fugir a Zorapur un llogaret a la riba del Hindri però les seves tropes es van amotinar per manca de pagament i fou entregat presoner als britànics, sent enviat a Trichinopoly (1834) on fou assassinat pel seu propi servidor al que havia acusat d'un petit robatori; els seus dominis, junt amb els jagirs feudataris que posseïen els seus parents i altres nobles, foren annexionats pels britànics (formalment el 1838); els seus parents van rebre pensions. El 1846 un parent del nawab es va revoltar però fou capturat i penjat en públic.

## Llista de nawabs
- Ghiyath al-Din 1687-1689
- Kizir (Khidr) Khan 1689-?
- Daud Khan vers 1700
- Ibrahim Khan I i Alif Khan I vers 1710 (sis anys)
- Ibrahim Khan II (fill d'Alif Khan) vers 1720
- XXX Khan (fill) ?-1733
- Himmat Khan Bahadur 1733-1751
- Salabat Jang d'Hyderabad 1751-1752
- Munawar Khan I (germà d'Himmat Khan) 1752-?
- Alif Khan II ?-1815
- Muzaffar Jang 1815-1816
- Munawar Khan II 1816-1823
- Muzaffar Jang 1823 (segona vegada, no va arribar a prendre possessió)
- Ghulani Rasul Khan 1823-1834
- Administració britànica 1834-1838
- Annexió 1838